# Художественная галерея в Алгоме
Художественная галерея Алгомы (англ. Art Gallery of Algoma; AGA) — художественный музей в Су-Сент-Мари, Онтарио, Канада. Музей занимает пространство площадью 930 квадратных метров (10 000 квадратных футов), расположен недалеко от береговой линии реки Сент-Мэрис.
Официально музей был открыт 7 июля 1975 года, а в 1980 году переехал на свое нынешнее место у реки Сент-Мэрис. Художественная галерея Алгомы служит главным художественным музеем округа Алгома и включает в себя постоянную коллекцию из примерно 5000 работ региональных и других канадских художников.

## История
В 1974 году художественное сообщество Су-Сент-Мари создало ассоциацию с целью создания в городе постоянного художественного музея. Позднее эта ассоциация была официально зарегистрирована как Художественная галерея Алгомы 7 июля 1975 года. С момента основания ассоциации до июня 1976 года при содействии данной организации проводились выставки в Городском общественном центре или в старом каменном доме.
30 июня 1976 года официально открылось новое постоянное здание музея, позволяющее ему организовывать занятия, выставки и семинары. Однако в 1978 году Городской совет Су-Сент-Мари решил переместить музей на территорию парка Клерг. Строительство нового здания началось в сентябре 1979 года, а открытие состоялось в сентябре 1980 года.

## Архитектура
Собственность музея расположена на северном берегу реки Сент-Мэрис, к востоку от Су-Сент-Мари. Она состоит из непосредственно главного здания музея и сада скульптур. Главное здание площадью 930 квадратных метров (10 000 квадратных футов) было спроектировано местным архитектором Р. В. Б. Бургойном. Снаружи оно имеет диагональные линии крыши и большое окно в вестибюле, простирающееся на два этажа. Бургойн заявил, что его дизайн был «ориентирован на людей». С момента своего открытия в 1980 году здание претерпело несколько реконструкций, в том числе из-за них появился сувенирный магазин.

## Некоторые работы
- Альгома Блю, Гайдн Ллевеллин Дэвис
- Дыра в небе, 1987, Эндрю Дуткевич
- Dis Car Dead Parts # 2, Уильям Морин
- Три ветра, Пэт Гладу
- Pivotal Divide, Мюррей Макдональд
- Без названия, Андре Фоте